# Marko Polo
Il Marko Polo è un traghetto appartenente alla compagnia di navigazione croata Jadrolinija.

## Caratteristiche
La nave ha la capacità di trasporto di 1000 persone e 270 automobili. Dispone di 153 cabine, per un totale di 551 posti letto. Ha un caffè con pista da ballo (368 posti) e angolo per bambini, un ristorante (222 posti), una sala (80 posti), un bar (60 posti) e un negozio "duty free" (solo per i tragitti internazionali).

## Servizio
Varato il 23 ottobre 1972 nel cantiere navale Ateliers & Chantiers du Havre di Le Havre con il nome di Peter Wessel e consegnato il 20 luglio 1973 alla Larvik-Frederikshavn Ferjen, prende servizio il 19 agosto successivo nei collegamenti tra Larvik e Frederikshavn.

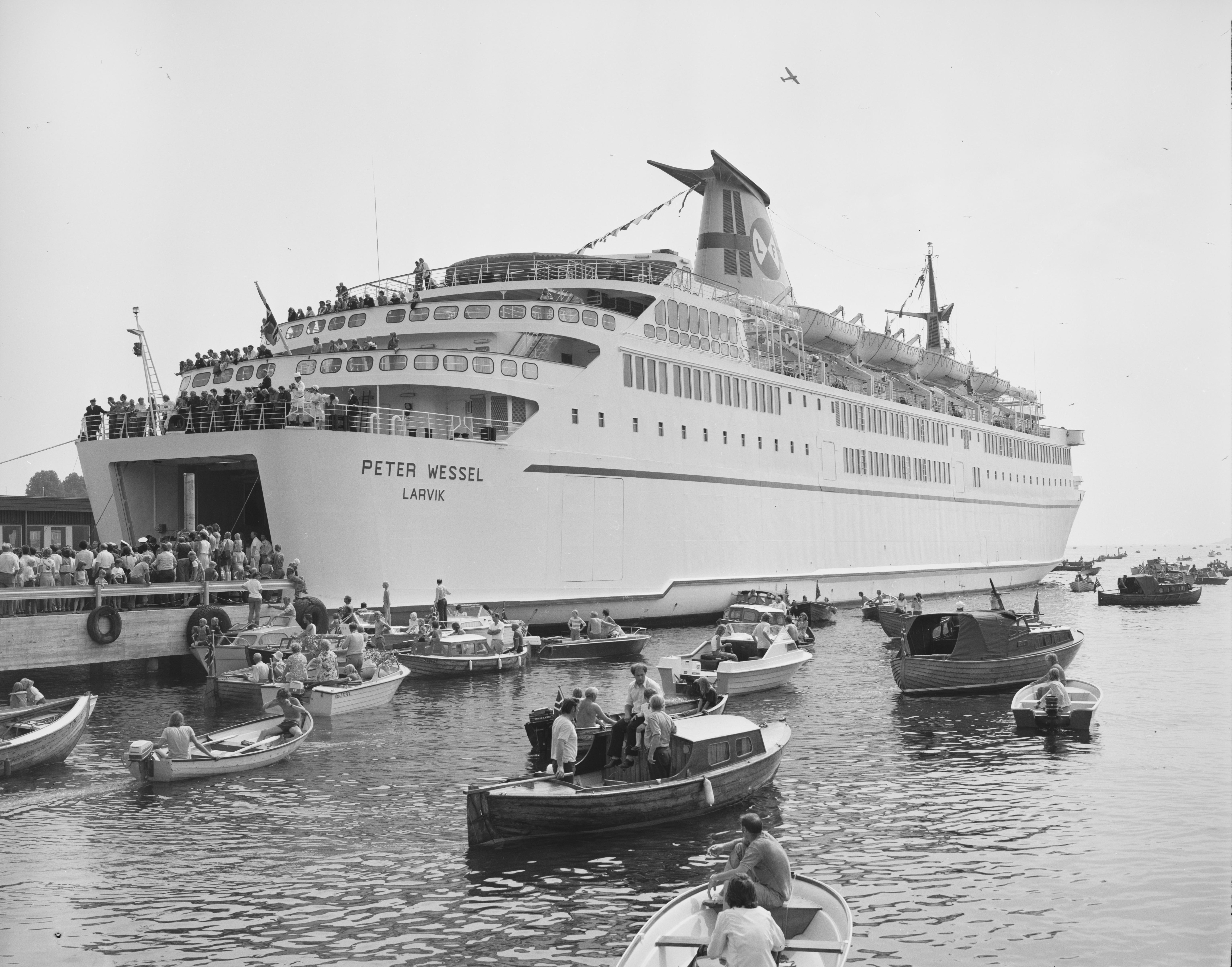
Il Peter Wessel ormeggiato ad Oslo nel 1973.

Dal 3 giugno all'8 luglio 1975 viene sottoposto a lavori di manutenzione straordinaria a causa di una grave avaria ai motori. Successivamente torna regolarmente in servizio.
Il 30 marzo 1984 viene noleggiato per due anni alla Stoomvaart Maatschappij Zeeland NV (SMZ) e, ribattezzato Zeeland a Larvik, prende servizio il 1º aprile sulla Hoek van Holland-Harwich.
Nel novembre del 1985 ne viene annunciata la cessione alla Stena Line, con consegna prevista nell'aprile successivo, in attesa del termine del noleggio.
Il 25 marzo 1986 viene trasferito nel cantiere navale Permis Werft di Rotterdam, nel quale viene consegnato il 2 aprile alla Stena Line, dalla quale viene ribattezzato Stena Nordica. Il 4 maggio 1986 prende servizio nei collegamenti tra Moss, Frederikshavn e Göteborg.
Il 23 novembre 1988 viene venduto alla croata Jadrolinija e, ribattezzato Marko Polo, salpa il giorno successivo da Göteborg per la Croazia. Sottoposto a lavori di ristrutturazione, prende servizio nei collegamenti tra Ancona, Corfù, Patrasso, Dubrovnik, Spalato e Venezia in sostituzione del Porozina.
Dal 14 ottobre 1989 al gennaio del 1990 viene noleggiato al Parlamento di Amburgo ed impiegato come hotel galleggiante per i rifugiati della Germania Est. Da febbraio torna regolarmente in servizio per Jadrolinija.
Il 10 gennaio 1992 viene noleggiato alla TT-Line, prendendo servizio nei collegamenti tra Trelleborg e Rostock.
Il 23 ottobre 1992 subisce una grave avaria ai motori, portando la TT-Line alla decisione di rescindere il contratto di noleggio ed a restituire il traghetto alla Jadrolinija. Il traghetto, riparato nel novembre successivo ad Amburgo, viene disarmato in attesa di nuovi impieghi.
Dal 1993 al gennaio del 1994 viene noleggiato alla Olympic Ferries ed impiegato nei collegamenti tra Bari, Igoumenitsa e Patrasso.
Da maggio a settembre 1994 viene noleggiato alla CoMaNav ed impiegato sulla Nador-Sète. Tornato a Jadrolinija, prende servizio nel 1995 sulla Ancona-Spalato.
Nel 2002 viene momentaneamente trasferito nei collegamenti tra Rijeka, Dubrovnik e Bari.
Nel maggio del 2005 opera nei collegamenti tra Rijeka, Zara, Spalato, Stari Grad, Korčula, Dubrovnik e Bari.
La notte del 24 ottobre 2009 si arena sull'isolotto di Sit a causa di un errore umano. Un mese dopo viene rimorchiato a Lussinpiccolo e sottoposto ai necessari lavori di manutenzione. Il traino fu eseguito dal servizio navale dell'Adriatico, con l'aiuto di esperti della società olandese "Smit Salvage" di Rotterdam Per facilitare il disincagliamento fu utilizzata anche una gru galleggiante. Riparato, torna regolarmente in servizio il 24 maggio 2010 sulla Ancona-Spalato, dove opera tutt'oggi nel periodo estivo. Nel periodo invernale opera invece nei collegamenti tra Spalato e Lissa.

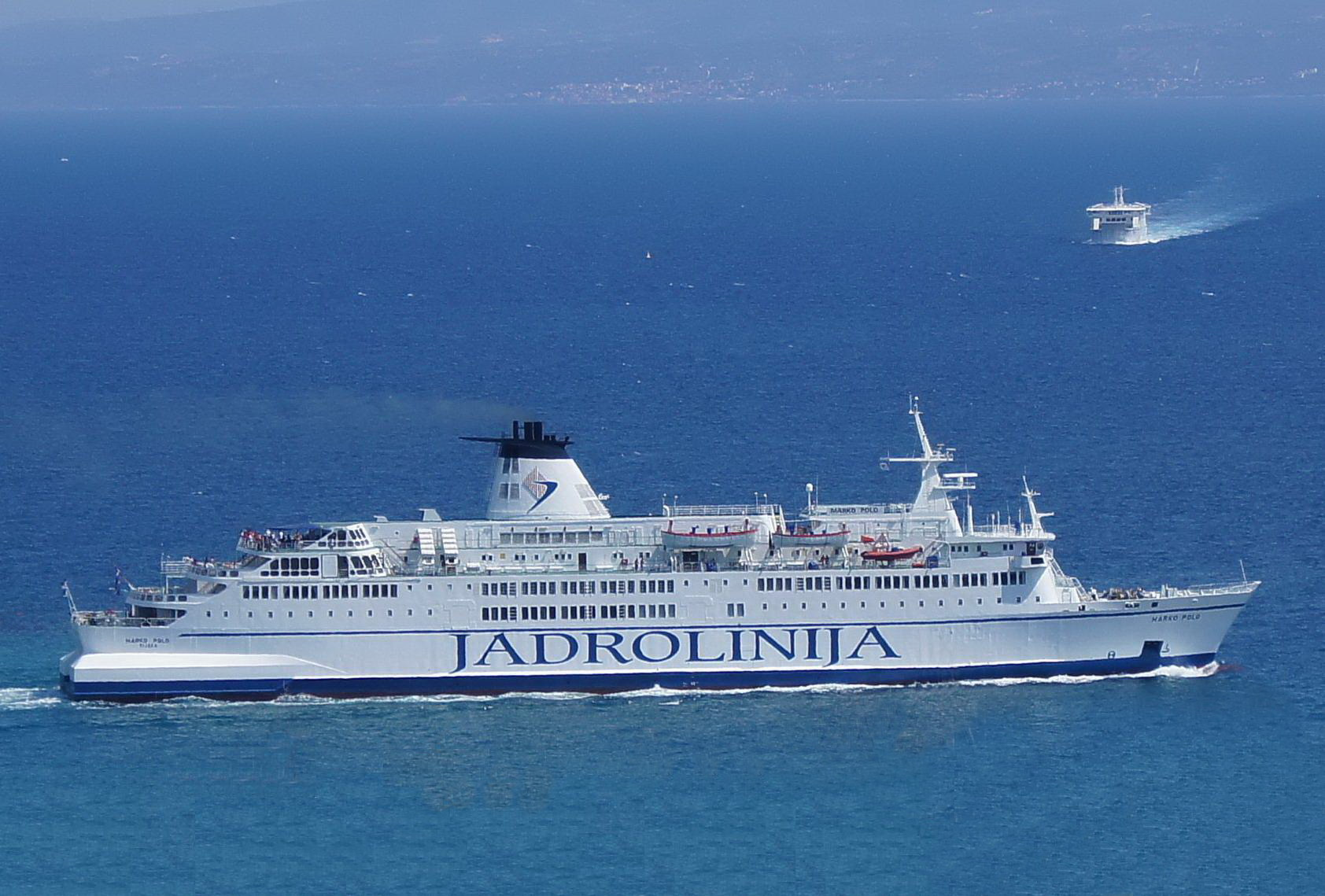
Il Marko Polo in navigazione nei pressi di Spalato nel 2011.